# Plantix
Plantix ist eine mobile Beratungs-App für Landwirte, Agrarberater und Hobbygärtner. Entwickelt wurde die App von der PEAT GmbH, einem KI-Startup mit Sitz in Berlin. Plantix analysiert Fotos von Pflanzenschäden, die durch Schädlinge, Krankheiten oder Nährstoffmängel verursacht werden, und gibt daraufhin Behandlungsempfehlungen. Dazu gehören Vorschläge für den Einsatz von Pestiziden und Herbiziden sowie die Möglichkeit, über die App lokale Anbieter dieser Produkte zu finden, wobei das Startup eine Vermittlungsprovision auf die generierten Verkäufe erhält. Das Startup behauptet, dass Plantix den Einsatz von umweltschädlichen Pestiziden reduziert. Diese Behauptung wird jedoch zunehmend kritisiert, da belastbare Beweise hierfür fehlen und das auf dem Verkauf von Pestiziden basierende Geschäftsmodell die Unabhängigkeit der Empfehlungen des Startups von der Agrarindustrie in Frage stellt. Kritiker sehen darin die Gefahr, dass die Verbreitung der App den Einsatz solcher Mittel in der Praxis eher fördert als reduziert—eine Kritik, die durch die Übernahme des Startups durch die Helm AG, einem Mischkonzern, der in den Bereichen Chemie, Pflanzenschutz, Pharma und Düngemittel tätig ist, im Jahr 2023 zusätzliche Aktualität erhält. Zurzeit gibt es die App nur für Geräte mit dem Betriebssystem Android.

## Zielgruppe und Anwendung
Die App richtet sich vorwiegend an Landwirte, Gärtner und Menschen, die Pflanzen anbauen. Besonders Entwicklungsländer sollen davon profitieren rechtzeitig Nährstoffmangel oder von Schädlingen befallene Nutzpflanzen zu erkennen und entsprechende Maßnahmen einzuleiten. Ebenso sollen Kleinbauern besser vor Ernteausfällen geschützt sein. Zu den Interessenten in der Industrie zählen unter anderem Saatguthersteller und Versicherungen. In Zukunft soll die App zur größten Datenbank und Community im Bereich von Pflanzenerkrankungen werden und sich mehr international verbreiten. Ende März 2017 gab es ca. 60.000 Nutzer und heute sind es über eine Million mit über 90.000 hoch-geladenen Fotos. Vertreten sei die App mittlerweile in 150 Ländern und das Unternehmen plant einen Sitz in Pune in Indien zu errichten, um weiter zu expandieren.
Das Unternehmen kooperiert unter anderem mit ICRISAT, CIMMYT and CABI und Organisationen einzelner Länder, wie Indien.

## Funktionsweise
Ein spezieller Algorithmus für die Bilderkennung analysiert Fotos von Pflanzen oder einzelnen Blättern, die der Nutzer der App zur Verfügung gestellt hat. Ein künstliches neuronales Netz versucht dann typische Muster zu erkennen und ordnet sie dann einzelnen Erkrankungen zu. Durch Maschinelles Lernen versucht die Software bekannte Muster anhand bekannter Daten besser zu klassifizieren. Bereits über 60 Krankheiten werden von der App automatisch erfasst. Bei der Aufnahme von Fotos werden die GPS-Daten mitgesendet, so dass die Forscher einfacher sehen können, wo sich Krankheiten ausbreiten. Auch andere Big-Data-Inhalte werden zu Forschungszwecken ausgewertet.

## Entwicklung
Entwickelt wurde die App 2015 von dem in Hannover stationierten Start-up-Unternehmen Peat, welches von der Geografin Simone Strey geleitet wird, die an der Leibniz Universität forscht. Die Idee entstand in Brasilien als Strey zu Kohlenstoff im Boden forschte und merkte, dass die entschiedene Frage von Bauern ist, wie es ihren Pflanzen geht. Offiziell erschien die App erst 2016, aber 2014 existierte bereits ein Prototyp namens Gartenbank. Heute befindet sich der Firmensitz in Berlin.

## Kritik
Die App wurde im September 2017 von der Zeitschrift Fortune in der Liste der 6 Unternehmen, die die Welt verändern kann, erwähnt.

## Auszeichnungen
- CEBIT Innovation Award 2017, Hauptpreis im Wert von 50 Tausend Euro[4][6][15][16][17]
- Digital Smart Farming Award der United States Agency for International Development[18]
- World Summit Award der Vereinten Nationen[19]